# Giải vô địch bóng đá U-17 châu Á 1988
Giải vô địch bóng đá U-17 châu Á 1988

## Thành phần tham dự
- Bahrain
- Trung Quốc
- Indonesia
- Iraq
- CHDCND Triều Tiên
- Hàn Quốc
- Nhật Bản
- Qatar
- Ả Rập Xê Út
- Thái Lan (chủ nhà)

## Vòng bảng
Tất cả các trận đấu diễn ra tại Băng Cốc,Thái Lan từ ngày 1 tháng 11 đến ngày 14 tháng 11 năm 1988

### Bảng A
| Đội         | Điểm | Trận | Thắng | Hòa | Thua | Bàn thắng | Bàn thua |
| ----------- | ---- | ---- | ----- | --- | ---- | --------- | -------- |
| Ả Rập Xê Út | 7    | 4    | 3     | 1   | 0    | 13        | 2        |
| Bahrain     | 5    | 4    | 1     | 3   | 0    | 3         | 2        |
| Hàn Quốc    | 4    | 4    | 2     | 0   | 2    | 10        | 9        |
| Thái Lan    | 3    | 4    | 1     | 1   | 2    | 4         | 5        |
| Indonesia   | 1    | 4    | 0     | 1   | 3    | 3         | 15       |

| Thái Lan | 1 - 2 | Hàn Quốc |

| Bahrain | 0 - 0 | Ả Rập Xê Út |

| Indonesia | 0 - 2 | Thái Lan |

| Hàn Quốc | 1 - 0 | Bahrain |

| Ả Rập Xê Út | 4 - 0 | Indonesia |

| Thái Lan | 0 - 0 | Bahrain |

| Hàn Quốc | 1 - 6 | Ả Rập Xê Út |

| Bahrain | 2 - 2 | Indonesia |

| Ả Rập Xê Út | 3 - 1 | Thái Lan |

| Indonesia | 1 - 7 | Hàn Quốc |

### Bảng B
| Đội               | Điểm | Trận | Thắng | Hòa | Thua | Bàn thắng | Bàn thua |
| ----------------- | ---- | ---- | ----- | --- | ---- | --------- | -------- |
| Trung Quốc        | 6    | 4    | 2     | 2   | 0    | 6         | 3        |
| Iraq              | 5    | 4    | 2     | 1   | 1    | 7         | 3        |
| Qatar             | 5    | 4    | 2     | 1   | 1    | 6         | 3        |
| Nhật Bản          | 3    | 4    | 1     | 1   | 2    | 4         | 8        |
| CHDCND Triều Tiên | 1    | 4    | 0     | 1   | 3    | 4         | 10       |

| Qatar | 1 - 0 | CHDCND Triều Tiên |

| Trung Quốc | 2 - 0 | Nhật Bản |

| Iraq | 2 - 1 | Qatar |

| CHDCND Triều Tiên | 2 - 2 | Trung Quốc |

| Nhật Bản | 0 - 0 | Iraq |

| Qatar | 0 - 0 | Trung Quốc |

| CHDCND Triều Tiên | 2 - 3 | Nhật Bản |

| Trung Quốc | 2 - 1 | Iraq |

| Nhật Bản | 1 - 4 | Qatar |

| Iraq | 4 - 0 | CHDCND Triều Tiên |

## Đấu loại trực tiếp

### Bán kết
| Trung Quốc | 0 - 0 3 - 5 (11m) | Bahrain |

| Ả Rập Xê Út | 2 - 1 | Iraq |

### Tranh hạng ba
| Trung Quốc | 1 - 1 4 - 3(11m) | Iraq |

### Chung kết
| Ả Rập Xê Út | 2 - 0 | Bahrain |

## Đội vô địch
| Vô địch giải bóng đá U-17 châu Á 1988: Đội tuyển bóng đá U-17 Ả Rập Xê Út Lần thứ hai |

## Các đội dự giải vô địch U-17 thế giới 1989
- Bahrain
- Trung Quốc
- Ả Rập Xê Út